# Stražnji Vrh
Stražnji Vrh este o localitate din comuna Črnomelj, Slovenia, cu o populație de 139 de locuitori.